# Desa Purbayasa (administrativ by i Indonesien, lat -6,95, long 109,17)
Desa Purbayasa är en administrativ by i Indonesien.   Den ligger i provinsen Jawa Tengah, i den västra delen av landet, 270 km öster om huvudstaden Jakarta.